# Eid

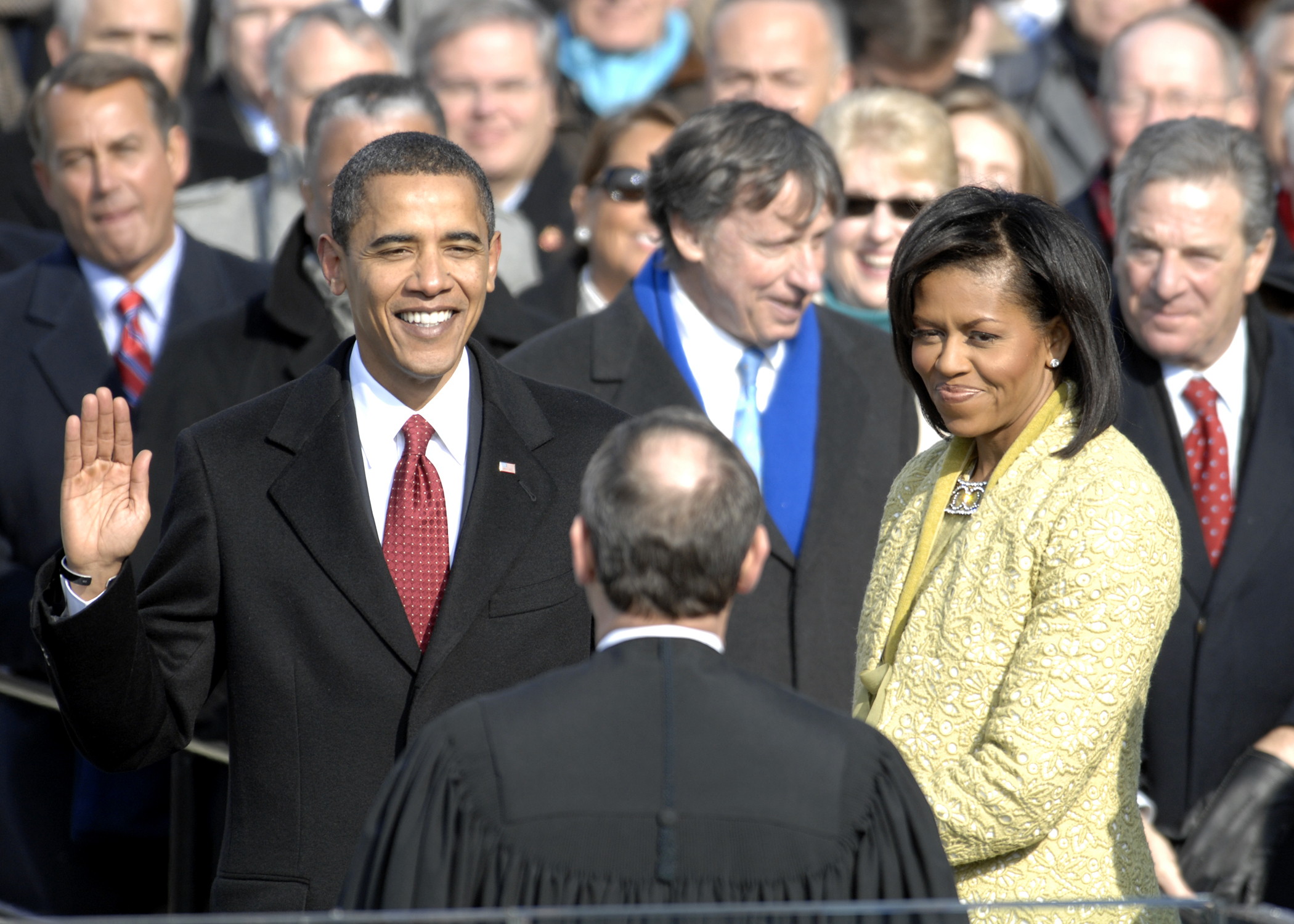
Senator Barack Obama bei der ersten Ablegung des Eides zum Amtsantritt als 44. Präsident der USA. Obama wie dem Obersten Richter John Roberts unterliefen dabei einige Versprecher. Der Eid wurde sicherheitshalber am 22. Januar 2009 wiederholt, diesmal ohne Bibel.

Der Eid (auch leiblicher Eid genannt) dient der persönlichen Bekräftigung einer Aussage.
Er verpflichtet zur Wahrheit (zum Beispiel in Gerichtsverfahren) und zum Tragen der Konsequenzen (zum Beispiel beim Fahneneid) der Eidaussage. Der Eid wird oft als bedingte Selbstverfluchung bezeichnet, da bei einem Eid mit religiöser Beteuerung eine Gottheit als Eideshelfer und als Rächer der Unwahrheit angerufen wird. Eide gibt es nicht nur in der europäischen Rechtstradition (zum Beispiel bei den Griechen, Römern und Kelten), sondern auch in China, im alten Israel und bei zahlreichen ethnologisch untersuchten indigenen Völkern. Der altgriechische Eid des Hippokrates verpflichtete Ärzte zur Einhaltung ihrer Berufspflichten und ethischer Prinzipien (unter anderem die Kranken vor Schaden bewahren, die Pflicht zur Verschwiegenheit beachten).
Ein Eid wird gewöhnlich mit Ritualen oder zeremoniellen Handlungen verknüpft, welche das allseitige Bewusstsein über die Wirkkraft einer unter Eid gemachten Aussage oder Verhaltenszusage ausdrücken sollen. So müssen sich zum Beispiel alle Anwesenden oder alle Beteiligten erheben. Kulturell unterschiedlich wird zum Beispiel die linke Hand auf eine Verfassung oder eine Religionsschrift gelegt und die rechte Hand offen oder als Schwurhand gezeigt. Solche Handlungen sind nur in wenigen Fällen auch schriftlich normiert, sondern meist nur traditioneller Konsens.
Es gab auch den Aberglauben, man könne sich zumindest vor der „Strafe Gottes“ für einen Meineid schützen und würde die Eidbindung aufheben, sofern verdeckt eine Gegenzeremonie, zum Beispiel das Kreuzen der Finger der linken Hand, ausgeführt wird.

## Geschichte

### Alter Orient
Im Alten Orient waren Eide in Staatsverträgen wichtig. Gewöhnlich wurden eine Reihe von Göttern angerufen, um die Eidbrüchigen zu bestrafen. In dem Vasallenvertrag zwischen Asarhaddon und den Königen der Meder etwa sollen die Eidbrüchigen kein hohes Alter erreichen, An soll sie mit Schlaflosigkeit, Trübsal und Krankheit schlagen, Sin soll sie mit Aussatz schlagen, Šamaš soll sie blenden, Ninurta soll sie mit seinen Pfeilen niederstrecken, ihr Blut soll die Steppe füllen, ein Fremder soll den Schoß ihrer Frauen besitzen, ihre Söhne sollen sie nicht beerben und Adad, der Deichgraf des Himmels, soll ihr Land überfluten. Išḫara, eine Unterweltsgottheit, beschützte den Eid (in dem Šuppiluliuma-Šattiwazza-Vertrag, KBo I, Nr. 1 und 2 wird sie in der Fluchformel ausdrücklich als „Herrin des Eides“ genannt). In Persien war Mithra der Beschützer des Eides und der Gerechtigkeit.

### Altertum
Im Alten Testament schwört Gott bei sich selbst (1 Mos 22,16–17 ) gegenüber Abraham, dessen Geschlecht zu segnen und es zu mehren wie die Sterne am Himmel. Die Menschen fordert Gott im AT auf (3 Mos 19,12 ), nicht bei seinem Namen falsch zu schwören und (4 Mos 30,3 ) nach einem Eid das Wort nicht zu brechen, sondern alles zu tun, wie es beim Schwur über die Lippen gegangen ist.
Laut Prodi besteht ein innovatives Element in der Einbindung des Gottes der Juden seinen Eid zum Bund mit Israel, während in anderen antiken Kulturen die Götter nur als Zeugen und Rächer (-innen, vgl. Erinnyen) des Eides fungieren. Der biblische Begriff Bund gibt die beiden biblischen Schlüsselbegriffe ברית (hebräisch berīt) und διαθήκη (griechisch diathēkē) wieder und schließt die Bedeutungen eines feierlichen Bündnisses, Vertrages oder Eides ein, diathēkē steht sonst für Testament. Auch die (christliche) Wortwahl Neues und Altes Testament für die Hauptteile der Bibel gehen darauf zurück. Die christliche Theologie betont dabei die Willenserklärung Gottes, die jüdische Auslegung geht eher in Richtung Vertrag oder Bund.
Im Alten Testament weist die Ausführung des Eides an den Hüften des Eidnehmers auf einen Gebrauch hin, der auch bei den Römern verbreitet war. Sie schworen bei den Testis, den (eigenen) Hoden – die Wortverwandtschaft von Zeugen, bezeugen und Zeugung hat einen ähnlichen Zusammenhang.

### Christentum

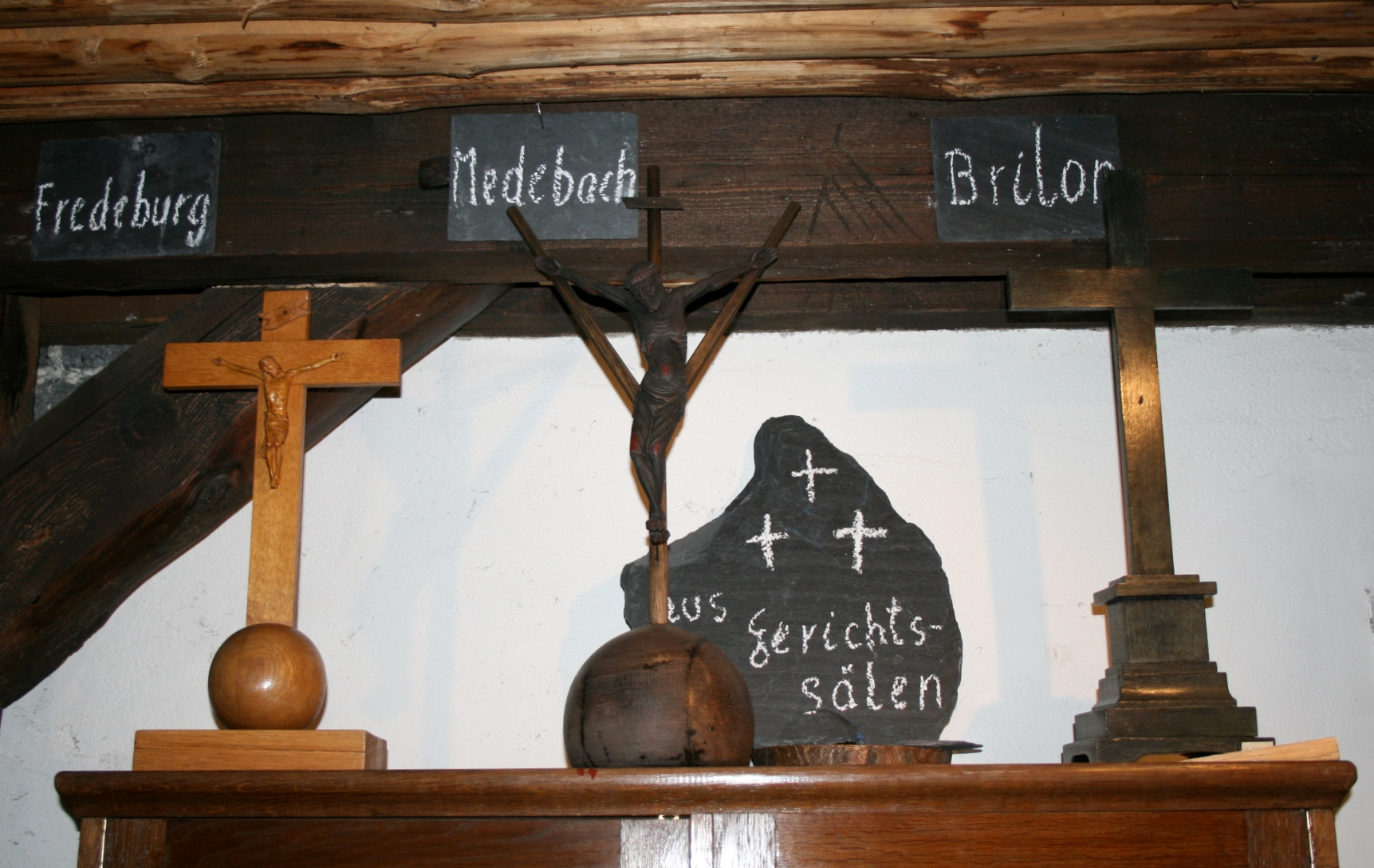
Schwurkreuze im Gerichtsmuseum Bad Fredeburg

Im Neuen Testament verlangt Jesus in der Bergpredigt (Mt 5,33–37 ), überhaupt nicht zu schwören, sondern sein Wort auch ohne eidliche Bekräftigung zu halten. Ob Christen einen Eid schwören dürfen, war daher in der Kirchengeschichte oft umstritten. Einige Kirchenväter der Spätantike verwarfen den Eid völlig; das für die spätere katholische Doktrin maßgebliche kanonische Recht aber ließ ihn zu und meinte, er sei jedermann zumutbar. Auch die größeren protestantischen Kirchen billigen den Eid, während konservative Täufergruppen, wie Amische, Mennoniten alter Ordnung, Altkolonier-Mennoniten, Hutterer sowie Quäker, ihn unter Berufung auf die Bergpredigt bis heute ablehnen.
Das Eidverbot wird etwa in der katholischen Kirche auch mit dem Ritual des Gelübdes berücksichtigt. Dieses wird als das wohlüberlegte und frei Gott dargebrachte Versprechen verstanden. Dies geschieht bei den Ordensgelübden, die von einem kirchlichen Amtsträger (etwa vom Bischof oder Oberen) im Namen der Kirche entgegengenommen werden, wie privaten Gelübden. Die Auseinandersetzung mit den unterschiedlichen Rollen und Einflüssen wie auch die Frage des Eids als eines politischen Sakraments spielte beim Investiturstreit oder auch der Zuordnung der Ehe eine wichtige Rolle. Das auch übergeordnet Gemeinschaft stiftende Element wie auch die christliche Skepsis gegenüber dem Eid führte zu wichtigen Differenzierungen. Nach dem Klassiker von Paolo Prodi sei es die christliche Kirche selbst gewesen, die als Garantin des Eides den Weg für die Verweltlichung der Politik geebnet habe.
Da David Hume die Ableitbarkeit eines Sollen von einem Sein in Frage stellte (vgl. Humes Gesetz), machte John Searle den Vorschlag, ein Sollen durch ein Versprechen vom Sein abzuleiten. Dies entspricht der Idee der Vertragstreue (vgl. Pacta sunt servanda), weshalb ein Eid als eine Art Vertrag verstanden werden kann, bei der als die letzte Beurteilungsinstanz der Vertragserfüllung jene gesehen werden kann, auf die sich der Eid bezieht (Bsp. ein Eid vor Gott).

## Rolle unterschiedlicher Rechtskulturen

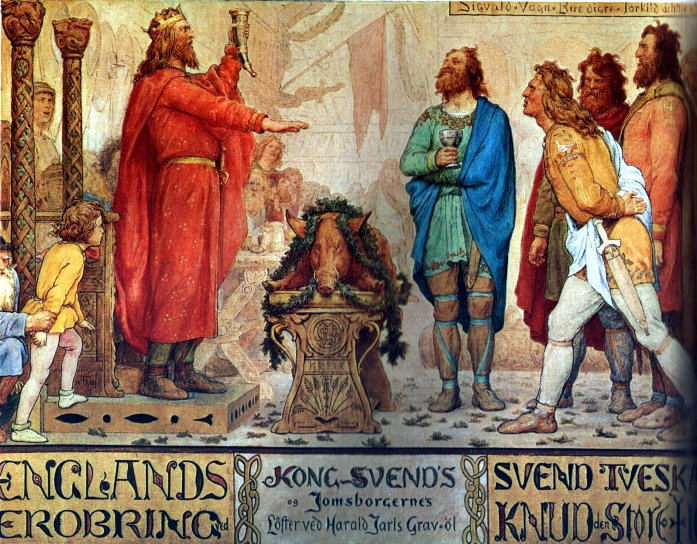
Sven Gabelbart beim Begräbnissumbel für seinen Vater Harald, Darstellung aus dem 19. Jahrhundert; in der Mitte ein Sühneber, der nicht beim Bericht zu Gabelbart, aber bei der Helgakviða Hjörvarðssonar angeführt wird

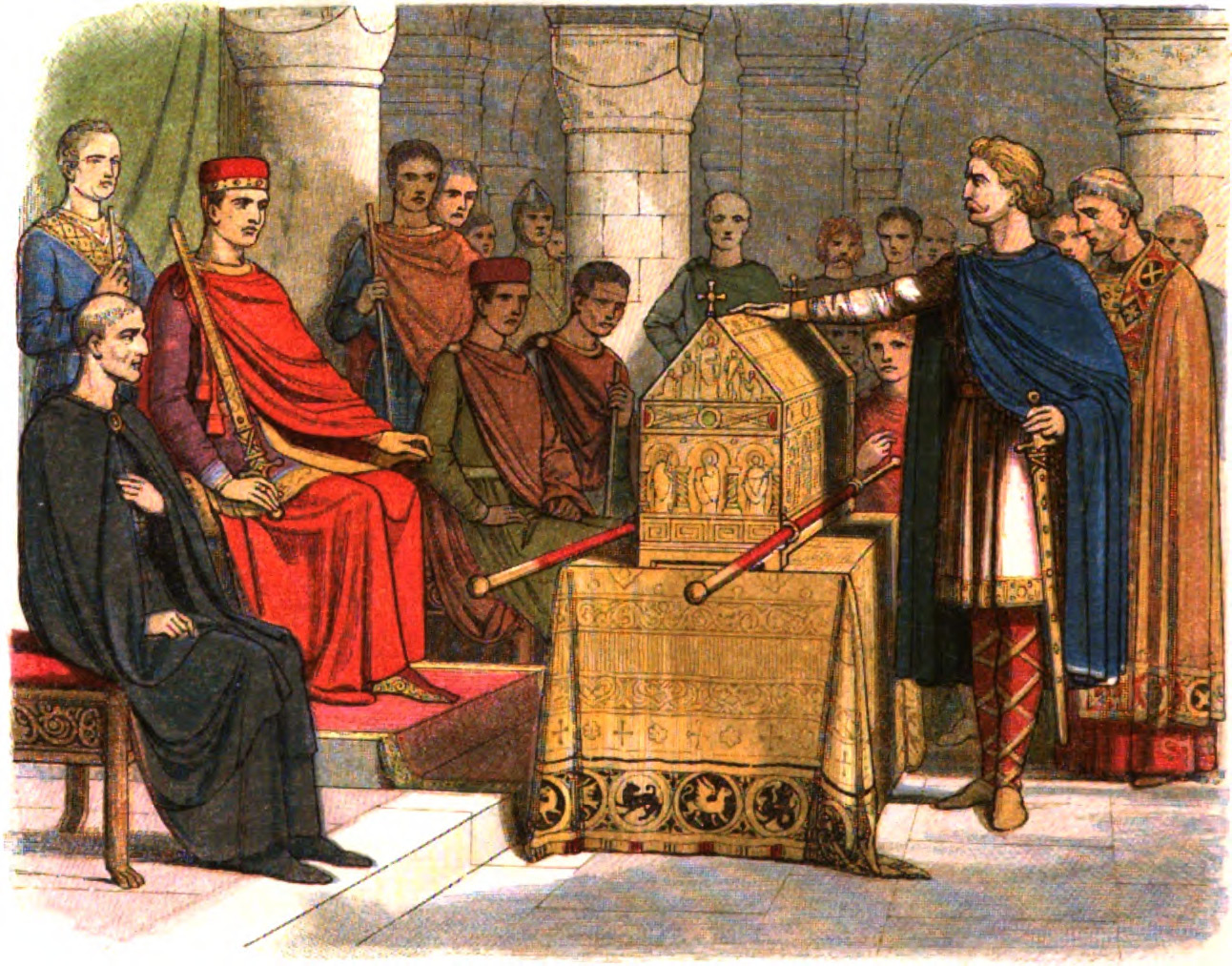
Harold schwört dem späteren Wilhelm dem Eroberer vor dessen Thron auf einem Reliquar den Treueid. Darstellung im 19. Jh. Der erzwungene Schwur wurde gebrochen, was bei der Handhaltung auch anklingt.

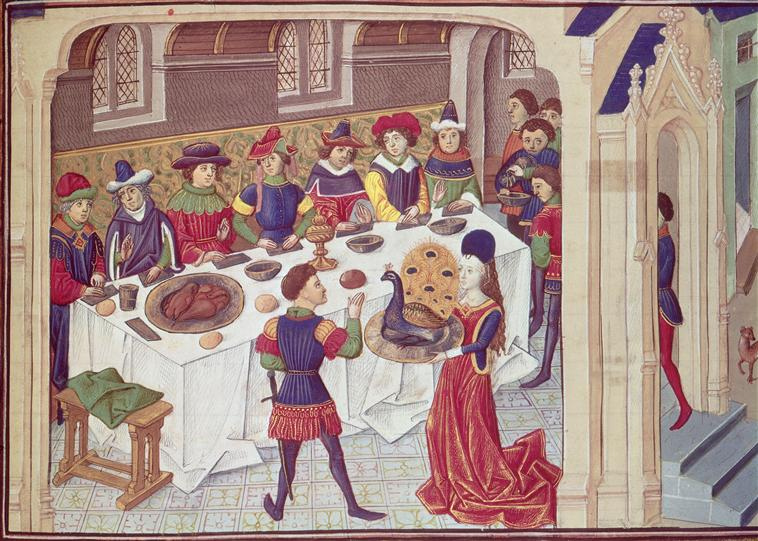
Das Pfauenspiel oder Voeux du Payon, bei dem jede anwesende Person einen Schwur (bzw. Gelübde, beides belegt) auf einen gebratenen Pfau leistet

Der Eid nahm im kontinentaleuropäischen Frühmittelalter antike wie jüdisch-christliche Traditionen auf, auch Elemente germanischer Rechtsgewohnheiten wurden wie bei den Ordalien (Gottesurteil) übernommen und erst in einem mühsamen Prozess vom Eid in moderner Form ersetzt. Der Eid spielt in der sich damals entwickelnden angelsächsischen Rechtstradition des Common law, die Richterrecht und mündliche Verfahren betont, ebenso eine wichtige Rolle. Je nach Rechtskreis spielt er eine unterschiedliche Rolle. Im angelsächsischen Umfeld wurde unter anderem bereits jugendlichen Freien ein Eid abgenommen, keine Verbrechen zu begehen. Bis in die Gegenwart ist dort Kreuzverhör unter Eid Teil der Rechtsprechung wie wegen seines dramaturgischen Werts auch beliebter Gegenstand von Gerichtsfilmen.
Eide waren bereits in der germanischen Rechtskultur verbreitet und dienten als Mittel der mündlichen Rechtsfindung. Beim Sumbel (an. sumbl, aeng. symbel, as. sumbal) fand die Eidleistung im Rahmen eines rituellen Umtrunks bzw. eines rituellen Trinkgelages statt. Beispiele finden sich im Beowulf-Epos (Zeilen 489–675 und 1491–1500) im altsächsischen Heliand sowie in dem Eddalied Lokasenna, der Heimskringla, im Bericht über den Begräbnisumtrunk von Sven Gabelbart für seinen Vater sowie in dem Buch über die norwegischen Könige, der Fagrskinna. Dabei wurde auf das während eines Umtrunkes kreisende Horn des Häuptlings geschworen, gelegentlich auch Tiere einbezogen.
Die germanischen Eide waren ebenso bereits im 18. und 19. Jahrhundert beliebtes Forschungsthema. Sie wurden auch im völkischen wie nationalsozialistischen Umfeld zur Abgrenzung zur christlich-jüdischen Antike wie der eigenständigen deutschen Rechtskultur verwendet. Thematisiert wurde unter anderem die Eidesformel und die dabei verlangte Berührung eines Gegenstandes, bei dem geschworen wurde. Entsprechende Rituale, wie der Fahneneid oder öffentliche Vereidigungen und Gelöbnisse beim Militär, wurden so auf eine frühe, vorchristliche und germanische Herkunft zurückgeführt.
Prodi nun sieht die entscheidende Wendung im 5. bis 7. Jahrhundert, wo bei Konzilien der pagane und der per creaturas geleistete Eid verboten wurde, während der christliche Eid erhalten bleibt und eine eindeutigere sakrale und liturgische Bedeutung erhält. Diese fanden so auch Aufnahme in die ersten Bußbücher und Pontifikale. Mit den Vœux du paon, einer höfischen Versdichtung (um 1312), in der scherzhafte Schwüre auf einen Pfau zum höfischen Gesellschaftsspiel avancieren, liegt ein später Reflex dieses paganen Rituals vor. Beim Fasanenfest 1454 in Lille wurde unter anderem bei einem Fasan am burgundischen Hof geschworen, einen Kreuzzug zu unternehmen, was aber nicht zustande kam.

Belton und Lupoi sehen eine Verschiebung des Eids der römischen Zeit aus dem politischen und rechtlichen Umfeld in weite gesellschaftliche Bereiche als gemeinsame Erscheinung der (frühmittelalterlichen) europäischen Rechtsprechung an. 

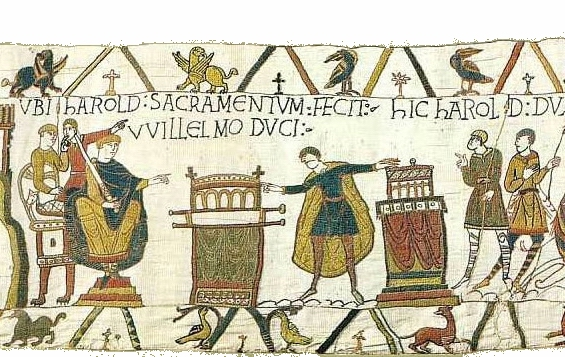
Der Meineid Harolds in der Darstellung des Teppichs von Bayeux (11. Jh.). Zeugen der Szene stellen den Meineid fest, vom König bleibt er unbemerkt. Die Tragestäbe des Reliquiars weisen auf die Bundeslade hin.

## Reinigungseid
Der Reinigungseid wie auch der Einsatz von Eidhelfern gehörten auch zu den den Germanen zugerechneten Formen. Belton und Lupoi sehen den speziell germanischen Ursprung als mittlerweile widerlegt an, betonen aber die zentrale und wichtige Rolle im Frühmittelalter.
Versprecher oder formale Fehler bei der Eidesleistung konnten zu deren Ablehnung führen. Individuelle Reinigungseide sind nun nach Stefan Esders auch schon für die römische Praxis belegt, standen aber im Schatten des Beweisrechts. Die frühmittelalterlichen Gerichtsprozesse unterschieden sich von der römischen Praxis vor allem in der Frage der Beweislast wie auch dem geringeren Rechtszwang. Esders führt eine schon 1915 aufgestellte These von Franz Beyerle an, wonach die damalige Prozessführung sich immer auch als Alternative zur möglichen gewaltsamen Austragung von Konflikten darstellte. Der Reinigungseid war damit auch Selbstbehauptung und die Bereitschaft oder Verweigerung von Eidhelfern war bereits im Vorfeld des Prozesses Teil der Konfliktaustragung. Ein Reinigungseid musste auch den Prozessgegner überzeugen, um eine gewaltsame Austragung zu vermeiden. Versprecher und Fehler bei der Ableistung konnten ihn bereits in Frage stellen. Bis ins Hochmittelalter war demgegenüber die Folter nur in Ausnahmefällen (Knechte, Vergehen gegen die Königsgewalt) üblich. Sie widersprach dem Selbstverständnis unter bewaffneten Freien. Erst im Spätmittelalter und der frühen Neuzeit wurde die Folter als Beweisinstrument breiter etabliert.

## Politische Rolle

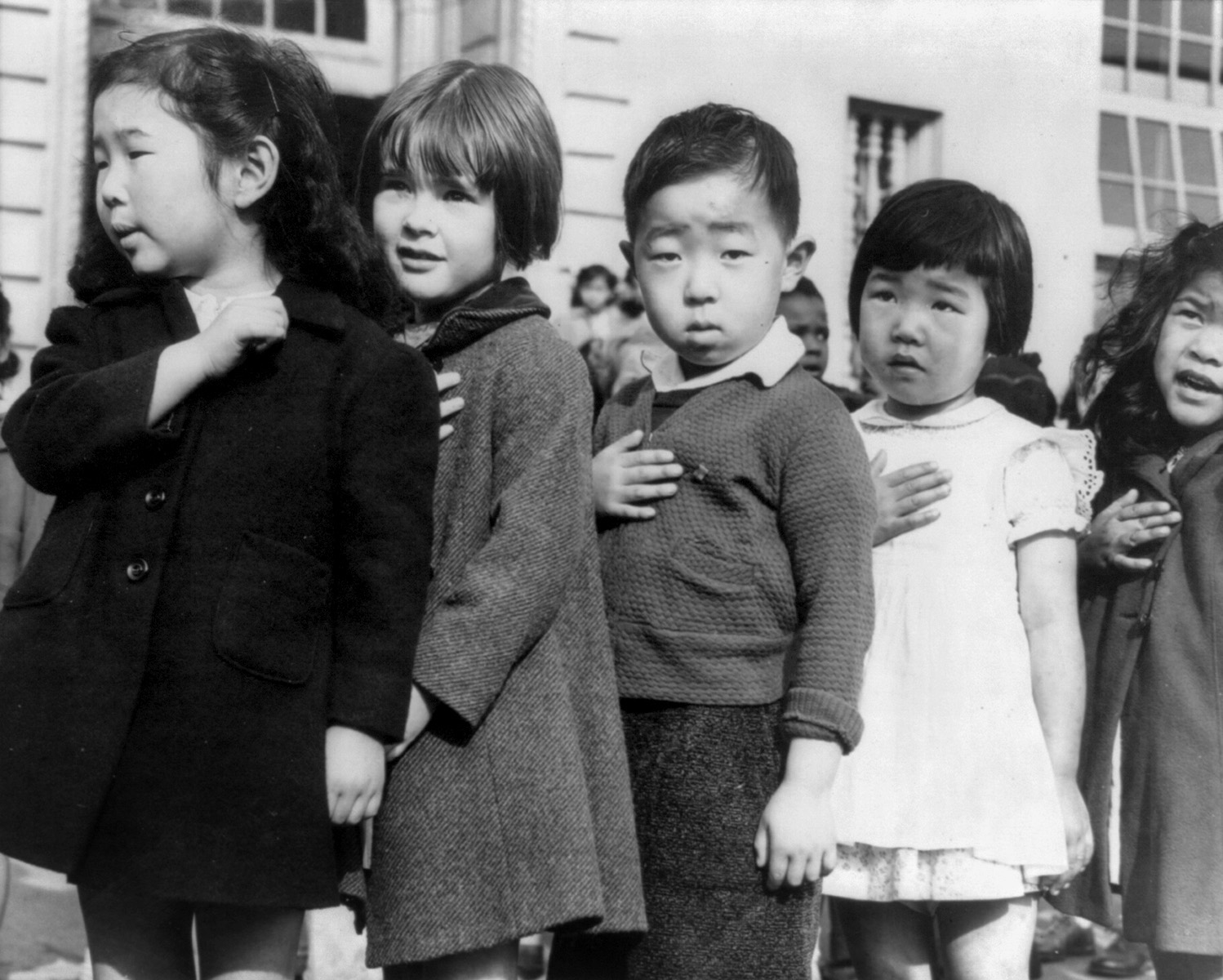
Amerikanische Schulkinder an der Raphael Weill School in San Francisco beim Pledge of Allegiance. Das berühmte Bild Dorothea Langes wurde im April 1942 aufgenommen, als die Internierung japanischstämmiger Amerikaner begonnen hatte.

Der kollektive Eid war lange ein zentrales Element des abendländischen politischen Lebens, der ,Schwörtag‘ ist bis heute in einigen Orten noch als Bürger- und Volksfest erhalten. Die sogenannten Schwurladen wurden bei feierlichen Eidesleistungen den Schwörenden vorgestellt oder waren zu berühren. Wie bei der Eideskapelle des Lübecker Rats nimmt die Form selbst einen sakralen Anspruch auf, das Ritual selbst zeigt den eigenständigen Machtanspruch des Rates bzw. der Bürgerschaft. Der Ratswahl selbst gingen in Lübeck Fürbitten in den Gottesdiensten der städtischen Kirchen voraus. Die neu gewählten Ratsherren versammelten sich vor dem Eid in der Lübecker Marienkirche. Der Schwur selbst fand aber im Ratssaal statt, wo das Schmuckstück des Rates aufgestellt war. Die neuen Ratsherren knieten dort paarweise nieder und leisteten den Eid mit einem Finger auf der Eideskapelle.

### USA
Bei der Amtseinführung des Präsidenten der Vereinigten Staaten ist der Amtseid die zentrale Zeremonie. Franklin Pierce war von 1853 bis 1857 der 14. Präsident der Vereinigten Staaten und der bislang einzige Präsident, der statt eines Eides ein Gelöbnis beim Amtsantritt abhielt, was in der amerikanischen Verfassung auch vorgesehen ist. Die Amtseinführung und der Eid sind in den USA von großer Wichtigkeit; bei der 2009 stattgefundenen Amtseinführung von Barack Obama dauerten die zugehörigen Veranstaltungen drei Tage und wurden von einem Millionenpublikum verfolgt. Obama schwor am 20. Januar 2009 auf die Lincoln-Bibel. Obama wie dem Obersten Richter John Roberts unterliefen bei der Eidabnahme einige Versprecher. Der Eid wurde sicherheitshalber am 22. Januar 2009 wiederholt, diesmal ohne Bibel.
In den USA ist der Pledge of Allegiance (englisch Treueschwur) als Ausdruck der Treue gegenüber der Nation und der Flagge der Vereinigten Staaten Bestandteil des gemeinsamen Morgenrituals vor allem in öffentlichen Schulen. Die 1954 eingeführte Formulierung eine Nation unter Gott waren mehrmals Gegenstand juristischer Auseinandersetzungen, ebenso die im zugehörigen Flaggengesetz der Vereinigten Staaten festgelegten Anforderungen an die Form der Ableistung. Eine bindende Verpflichtung zur aktiven Teilnahme wurde öfters gefordert, aber nicht durchgesetzt.

### Großbritannien
Beim britischen Unterhaus sieht der Amtseid eine religiöse Beteuerung vor und gilt ebenso der Monarchie. Charles Bradlaugh wurde 1880 ein Sitz im Unterhaus verwehrt, weil er als erklärter Atheist den britischen Oath of Allegiance nicht zu schwören fähig wäre. Bekannte britische Republikaner wie Tony Benn oder Richard Burgon unternahmen den nach wie vor nicht geänderten Eid daher nur unter Protest oder mit Zusätzen, Tony Banks mit gekreuzten Fingern.

## Deutschland
Im deutschen öffentlichen Dienst wird zwischen Gelöbnis und Amtseid unterschieden.

### Eide vor Gericht
Durch einen Richter vereidigt werden können Zeugen, Gerichtssachverständige und Gerichtsdolmetscher. Wird im Zivilprozess auf das Beweismittel der Parteivernehmung zurückgegriffen, so ist es auch möglich, die Partei zu vereidigen. Auch ehrenamtliche Richter werden vor der ersten Mitwirkung an einer Verhandlung von einem Richter vereidigt (§ 45 DRiG).

#### Fälle der Vereidigung
Vor dem ersten Justizmodernisierungsgesetz vom 24. August 2004 war vor Gericht stets ein Eid darüber abzuleisten, dass die Zeugenaussage oder das Gutachten eines Sachverständigen nach bestem Wissen und Gewissen abgegeben worden sei. Von der Vereidigung konnte nur abgesehen werden, wenn alle Beteiligten auf die Vereidigung verzichteten. Der Verzicht entsprach allgemeiner Übung. Seit dem Justizmodernisierungsgesetz ist ein Zeuge oder ein Sachverständiger nur noch zu vereidigen, wenn die Parteien auf die Beeidigung nicht verzichten und das Gericht mit Rücksicht auf die Bedeutung der Sache oder zur Herbeiführung einer wahrheitsgemäßen Aussage einen Eid für geboten erachtet (§ 391 ZPO; § 59 StPO). Die uneidliche Vernehmung ist seitdem die Regel. Einem Sachverständigen gleich zu behandeln ist der Urkundenübersetzer. Im Gegensatz zum Zeugen und zum Sachverständigen muss der Gerichtsdolmetscher vor Gericht jedoch stets einen Eid dahingehend ableisten, dass er treu und gewissenhaft übertragen werde (§ 189 GVG). Vor Gericht darf eine Vereidigung des Dolmetschers nur unterbleiben, wenn er im Rahmen eines Verfahrens der freiwilligen Gerichtsbarkeit herangezogen wurde (§ 189 Abs. 3 GVG) oder wenn als Dolmetscher der Urkundsbeamte der Geschäftsstelle verwandt wurde (§ 190 GVG). Aus Erwägungen der Verfahrensvereinfachung besteht für Sachverständige und Dolmetscher die Möglichkeit, dass ihnen im Voraus von der Justizverwaltung ein Eid abgenommen wird („öffentlich bestellter und beeidigter Dolmetscher“). Auf diesen Eid können sich Sachverständige und Dolmetscher in der Hauptverhandlung wegen § 189 Abs. 2 GVG berufen.

#### Voreid und Nacheid
Zu unterscheiden ist zwischen Voreiden und Nacheiden. Die Verfahrensordnungen sehen vor, dass erst nach Abgabe der Zeugenaussage oder nach Erstattung des Gutachtens der Eid abzuleisten ist. Vor Abgabe der Aussage oder Erstattung des Gutachtens ist der Zeuge oder der Sachverständige lediglich darüber zu belehren, dass er vereidigt werden könnte. Im Zivilverfahren kann der Richter einem Sachverständigen statt eines Nacheides jedoch auch einen Voreid abverlangen. Dolmetscher müssen stets einen Voreid leisten.

#### Eidesfähigkeit (Eidesmündigkeit)
Eine Vereidigung ist nur möglich, wenn die Eidesperson eidesfähig ist. Jugendliche unter 18 Jahren, geistig Behinderte und Zeugen, die selbst Verdächtige sind, dürfen nicht vereidigt werden (§ 60 StPO). Im Zivilprozess liegt die Altersgrenze bei 16 Jahren (§ 393 ZPO).

#### Strafbarkeit
Der falsche Eid vor Gericht ist der Meineid (§ 154 StGB), der als Verbrechen bestraft wird, unabhängig vor welchem Gericht oder vor welchem Richter er abgegeben wurde. Auch der fahrlässige Falscheid ist strafbar (§ 161 StGB).
Auf die Vereidigung wird meist verzichtet, weil das menschliche Gedächtnis unzuverlässig ist, zu bezeugende Geschehnisse häufig lange zurückliegen und auch zur wahrheitsgemäßen Aussage bereite Zeugen sich oft falsch erinnern. Nur bei starker Vermutung, dass jemand wissentlich falsch aussagt, droht man mit dem Eid oder lässt ihn tatsächlich ablegen.
Der Eid vor einem deutschen Konsul, vor Prüfungsstellen und Patentabteilungen des Patentamts und vor dem Untersuchungsführer im Disziplinarverfahren steht einem Eid vor einem Richter gleich.

### Vor Behörden
Behörden sind zur Abnahme von Eiden im Sinne des § 153 StGB nicht befugt (Ausnahmen: deutscher Konsul, Patentamt). Zeugen, Sachverständige oder Dolmetscher, die durch eine Behörde vernommen werden, leisten ihre Aussage, ihr Gutachten oder ihre Sprachübertragung stets uneidlich. Dolmetscher oder Sachverständige können sich vor einer Behörde auch nicht auf ihre allgemeine Beeidigung berufen. Lügen vor Behörden ist daher straflos. Eine Ausnahme ist nur die Erstattung einer vorsätzlich falschen Strafanzeige vor einer Behörde, die zur Entgegennahme von Anzeigen befugt ist.

#### Versicherung an Eides statt
Eine Versicherung an Eides statt ist nur rechtlich gültig, wenn sie gegenüber einer Behörde abgegeben wird, die durch Gesetz zur Abnahme ermächtigt ist. In gesetzlich bestimmten Fällen können Behörden eine Versicherung an Eides statt verlangen. Die Abgabe einer falschen Versicherung an Eides statt ist strafbar (§ 156 StGB). 
Im deutschen Zwangsvollstreckungsrecht wurde 1970 der Offenbarungseid durch die Vermögensauskunft ersetzt.
Mit der umgangssprachlich so genannten eidesstattlichen Versicherung im Zivilrecht möchte eine Person bekräftigen, dass ihre Erklärung der Wahrheit entspricht. Sie wird schriftlich und unaufgefordert abgegeben. Die Abgabe einer wahren oder falschen solchen eidesstattlichen Versicherung kann rechtlich keine Wirkungen entfalten.

#### Amtseid
Von den Eiden im Sinne des § 153 StGB ist der Amtseid zu unterscheiden. Im öffentlichen Recht stellt der Amtseid der Beamten, Soldaten (Vereidigung und Gelöbnis von Soldaten der Bundeswehr) und Richter sowie der gewählten hohen Repräsentanten des Staates, wie Bundespräsident und Bundeskanzler, eine Amtspflicht dar. Die Eidesleistung ist nicht Voraussetzung für die Übernahme des Amtes, sondern lediglich eine Folge dessen. Amtsbegründend (konstitutiv) ist die Übergabe der Ernennungsurkunde bzw. im Falle des Bundespräsidenten die Erklärung der Annahme der Wahl, sofern die Amtszeit des Vorgängers bereits endete. Die Eidesleistung ist ein rein deklaratorischer Akt, der nach außen hin die Übernahme der neuen Aufgabe ausdrückt. Allerdings zieht bei Beamten die Verweigerung der Ableistung des Diensteids die Entlassung nach sich (§ 23 Absatz 1 Nr. 1 Beamtenstatusgesetz). Diese Vereidigung auf die Verfassung wird, außer beim Amtseid der Richter, nicht von einem Richter oder einem Gericht abgenommen. Der Bruch eines solchen Eides ist nicht als Meineid strafbar.

## Österreich
In Österreich wird beim Antritt öffentlicher Ämter kein Eid abgelegt. Eine ähnliche Rolle spielt jedoch das Gelöbnis, das bei der im Rahmen der Amtseinführung durchgeführten Angelobung abzulegen ist.
Der Eid spielt aber in zwei Fällen eine Rolle: als Eidesablegung vor Gericht und bei der Abgabe eidesstattlicher Erklärungen.

### Eide vor Gericht

#### Allgemeines
Das Gesetz vom 3. Mai 1868 zur Regelung des Verfahrens bei den Eidesablegungen vor Gericht ist vom Wortlaut her nur für die Vereidigung von Zeugen und Sachverständigen bei Gerichtsverfahren anzuwenden. Für manche Verfahren vor anderen Behörden wurde aber ausdrücklich die analoge Anwendbarkeit erklärt, zum Beispiel in § 107 FinStrG für Verfahren vor der Finanzstrafbehörde.
Nachdem der zuständige Richter über die Bedeutung des Eides, inklusive der rechtlichen und religiösen Konsequenzen eines Meineides, aufgeklärt hat, hat der eidablegende Zeuge unabhängig vom Religionsbekenntnis die folgende Formel zu schwören: Ich schwöre bei Gott dem Allmächtigen und Allwissenden einen reinen Eid, daß ich über Alles, worüber ich von dem Gerichte befragt worden bin (werde befragt werden), die reine und volle Wahrheit und nichts als die Wahrheit ausgesagt habe (aussagen werde); so wahr mir Gott helfe!
Sachverständige schwören hingegen: Ich schwöre bei Gott dem Allmächtigen und Allwissenden einen reinen Eid, daß ich den Befund und mein Gutachten nach bestem Wissen und Gewissen und nach den Regeln der Wissenschaft (der Kunst, des Gewerbes) abgeben werde; so wahr mir Gott helfe!

#### Besonderheiten je nach Religionsbekenntnis
- Katholiken haben den Eid vor zwei brennenden Kerzen und einem Kruzifix abzulegen.[29] Personen helvetischen Bekenntnisses sind davon ausgenommen.[30]
- Juden haben bei der Eidesablegung ihren Kopf zu bedecken und ihre Hand auf die Tora, 2. Buch Mose, Kapitel 20, Vers 7 BHS EU zu legen.[29]
- Muslime haben die Frage Schwörst du bey Gott? mit Jemin ederim (ich schwöre) zu beantworten. Zusätzlich haben sie den Schwur mit einem oder allen der folgenden Zusätze zu bekräftigen: Billahi Taala (bey Gott dem Allerhöchsten) oder Wallahi (bey Gott) oder Bismillahi (im Nahmen Gottes).[31]
- Personen, bei denen eine Eidesablegung nicht mit ihrem Religionsbekenntnis vereinbar ist, sind davon befreit. Sie werden lediglich ermahnt, die Wahrheit zu sagen, und müssen dies durch Handschlag bestätigen. Auch für sie gilt die für Meineid bestimmte Strafandrohung.[32]

#### Strafbarkeit
§ 288 StGB bedroht die Falschaussage vor Gericht mit Freiheitsstrafe bis zu drei Jahren.
Wird die Aussage jedoch unter Eid gemacht, erhöht sich der Strafrahmen auf Freiheitsstrafe von sechs Monaten bis zu fünf Jahren.

## Schweiz
In der Schweiz wird die weltliche Form eines Eides oder Schwurs als Gelübde bezeichnet.

### Eide vor Gericht
In der Schweiz wird vor Gericht nicht geschworen. Zeugen, Sachverständige, Übersetzer und Dolmetscher sind kraft ihrer Funktion zur wahrheitsgetreuen Aussage verpflichtet, willentlich falsche Zeugenaussage, Falschübersetzung etc. sind Vergehen und von Amtes wegen zu verfolgen. Personen in diesen Funktionen sind vom Richter über diese Rechtslage zu belehren, eine spezielle Vereidigung findet nicht statt. (Zeugen dürfen unter gewissen Umständen die Aussage verweigern, falsch aussagen dürfen sie aber nicht. Einzig der Angeklagte im Strafprozess darf lügen.)
Ebenso wenig wird in der Schweiz vor anderen Behörden geschworen. Beim Notariat kann eine eidesstattliche Erklärung abgegeben werden. So verlangen beispielsweise die Migrationsbehörden eine solche Erklärung über die Familienverhältnisse, insbesondere über die Existenz von weiteren Kindern im Ausland.

### Amtseid
Von manchen Amtsträgern wird vor dem Antritt des Amts ein Amtseid verlangt, worin der Amtsträger bekräftigt, das ihm übertragene Amt gesetzeskonform auszuüben. Jeder Person steht es frei, anstatt des Eides ein Gelübde ohne religiöse Konnotation abzulegen. Eid und Gelübde sind rechtlich gleichwertig. Siehe auch Vereidigung (Schweiz).

## Spezifische Formen des Eids
- Abgeordneteneid
- Amtseid
- Führereid
- Offenbarungseid
- Schwur
- Supremateid
- Treueid